# Francesco Grillo
Nicola (Francesco) Grillo, italsky Niccolò Grillo, (16?? – 17??) byl italský barokní hudební skladatel. Je zařazován do okruhu neapolské operní školy.
O jeho životě není známo mnoho. Nesmrtelnost mu zajistila dochovaná kantáta pro tenor, sbor a orchestr „Lo Matremmonio“ uvedená v Neapoli roku 1712.
V letech 1711 až 1723 byl sbormistrem (Maestro di Cappella), resp. „primo maestro“ na konzervatoři Sant'Onofrio v Porta Capuana (Conservatorio di Sant’Onofrio a Porta Capuana). Byl nástupcem Francesca Duranteho, s platem 5 dukátů měsíčně. Jeho hudba je uložena v Girolaminiho knihovně v Neapoli (La Biblioteca dei Girolamini di Napoli). Asi deset kantát se dochovalo v rukopise v hudebním archivu berlínské Sing-Akademie, včetně kantáty Cantata Napoletana Sassate alle betreiate Delo Seg.re Nicolo Grillo.
V roce 1723 jej ve funkci „primo maestro“ konservatoře Sant'Onofrio v Porta Capuana na základě svých úspěchů vystřídal italský hudební skladatel Francesco Feo.
Díky objevu rukopisné sbírky kantát v Německu, v níž se objevuje pět dalších skladeb označených jako „neapolská kantáta“ od Nicoly Grilla, víme, že tento autor, který byl mimo jiné učitelem na neapolských konzervatořích, byl v prvních desetiletích 18. století považován za specialistu na tento žánr ve službách neapolské šlechty.